# Campeonato Mundial de Handebol Masculino de 1964
O Campeonato Mundial de Handebol Masculino de 1964 foi a quinta edição do Campeonato Mundial de Handebol. Foi disputado na Tchecoslováquia.

## Classificação Final
|    | Roménia            |
|    | Suécia             |
|    | Tchecoslováquia    |
| 4  | Alemanha Ocidental |
| 5  | União Soviética    |
| 6  | Iugoslávia         |
| 7  | Dinamarca          |
| 8  | Hungria            |
| 9  | Islândia           |
| 10 | Alemanha Oriental  |
| 11 | Noruega            |
| 12 | Suíça              |
| 13 | França             |
| 14 | Egito              |
| 15 | Estados Unidos     |
| 16 | Japão              |

## Resultados

### Fase Preliminar
| Data | Partidas                               | Res.  |
| ---- | -------------------------------------- | ----- |
| ?    | Alemanha Ocidental - Iugoslávia        | 14-14 |
| ?    | Alemanha Oriental - Estados Unidos     | 20-90 |
| ?    | Iugoslávia - Estados Unidos            | 22-30 |
| ?    | Alemanha Ocidental - Alemanha Oriental | 12-10 |
| ?    | Alemanha Oriental - Iugoslávia         | 14-14 |
| ?    | Alemanha Ocidental - Estados Unidos    | 24-13 |

| Grupo A            | Partidas | Gols  | Pontos |
| ------------------ | -------- | ----- | ------ |
| Alemanha Ocidental | 3        | 50-37 | 5      |
| Iugoslávia         | 3        | 50-31 | 4      |
| Alemanha Oriental  | 3        | 44-35 | 3      |
| Estados Unidos     | 3        | 25-66 | 0      |

| Data  | Partidas           | Res.  |
| ----- | ------------------ | ----- |
| 6 Mar | Suécia - Hungria   | 15-80 |
| 6 Mar | Islândia - Egito   | 16-80 |
| 7 Mar | Hungria - Egito    | 16-90 |
| 7 Mar | Islândia - Suécia  | 12-10 |
| 9 Mar | Hungria - Islândia | 21-12 |
| 9 Mar | Suécia - Egito     | 26-11 |

| Grupo B  | Partidas | Gols  | Pontos |
| -------- | -------- | ----- | ------ |
| Suécia   | 3        | 51-31 | 4      |
| Hungria  | 3        | 45-36 | 4      |
| Islândia | 3        | 40-39 | 4      |
| Egito    | 3        | 28-58 | 0      |

| Data  | Partidas                    | Res.  |
| ----- | --------------------------- | ----- |
| 7 Mar | Tchecoslováquia - França    | 23-14 |
| ?     | Dinamarca - Suíça           | 16-13 |
| ?     | Suíça - França              | 15-14 |
| ?     | Tchecoslováquia - Dinamarca | 14-11 |
| ?     | Dinamarca - França          | 26-13 |
| ?     | Tchecoslováquia - Suíça     | 26-10 |

| Grupo C         | Partidas | Gols  | Pontos |
| --------------- | -------- | ----- | ------ |
| Tchecoslováquia | 3        | 63-35 | 6      |
| Dinamarca       | 3        | 53-40 | 4      |
| Suíça           | 3        | 38-56 | 2      |
| França          | 3        | 41-64 | 0      |

| Data | Partidas                  | Res.  |
| ---- | ------------------------- | ----- |
| ?    | Romênia - União Soviética | 16-14 |
| ?    | Japão - Noruega           | 18-14 |
| ?    | União Soviética - Japão   | 40-10 |
| ?    | Romênia - Noruega         | 18-10 |
| ?    | Noruega - União Soviética | 13-11 |
| ?    | Romênia - Japão           | 36-12 |

| Grupo D         | Partidas | Gols  | Pontos |
| --------------- | -------- | ----- | ------ |
| Roménia         | 3        | 70-36 | 6      |
| União Soviética | 3        | 65-39 | 2      |
| Noruega         | 3        | 37-47 | 2      |
| Japão           | 3        | 40-90 | 2      |

### Segunda Fase
Resultados da Fase Preliminar carregados para a Segunda Fase.
| Data   | Partidas                     | Res.  |
| ------ | ---------------------------- | ----- |
| 11 Mar | Hungria - Alemanha Ocidental | 19-15 |
| 11 Mar | Suecia - Iugoslávia          | 23-18 |
| 13 Mar | Iugoslávia - Hungria         | 16-15 |
| 13 Mar | Alemanha Ocidental - Suécia  | 16-80 |

| Grupo 1            | Partidas | Gols  | Pontos |
| ------------------ | -------- | ----- | ------ |
| Suécia             | 3        | 46-42 | 4      |
| Alemanha Ocidental | 3        | 45-41 | 3      |
| Iugoslávia         | 3        | 48-52 | 3      |
| Hungria            | 3        | 42-46 | 2      |

| Data | Partidas                          | Res.  |
| ---- | --------------------------------- | ----- |
| ?    | Tchecoslováquia - União Soviética | 18-15 |
| ?    | Romênia - Dinamarca               | 25-15 |
| ?    | União Soviética - Dinamarca       | 17-14 |
| ?    | Romênia - Tchecoslováquia         | 16-15 |

| Grupo 2         | Partidas | Gols  | Pontos |
| --------------- | -------- | ----- | ------ |
| Roménia         | 3        | 57-44 | 6      |
| Tchecoslováquia | 3        | 47-42 | 4      |
| União Soviética | 3        | 46-48 | 2      |
| Dinamarca       | 3        | 40-56 | 0      |

### Fase Final
| Data                   | Partidas                             | Res.  |
| ---------------------- | ------------------------------------ | ----- |
| Partida do 7º/8º lugar |                                      |       |
| ?                      | Dinamarca - Hungria                  | 23-14 |
| Partida do 5º/6º lugar |                                      |       |
| ?                      | União Soviética - Iugoslávia         | 27-18 |
| Disputa do Bronze      |                                      |       |
| ?                      | Tchecoslováquia - Alemanha Ocidental | 22-15 |
| Final (Praga)          |                                      |       |
| 15 Mar                 | Romênia - Suécia                     | 25-22 |

| Campeonato Mundial de Handebol Masculino de 1964 |
| Campeão                                          |
| ------------------------------------------------ |
| Romênia 2º Título                                |